# Get Back (utwór Ludacrisa)
Get Back to, wydany 9 listopada 2004 roku, singel amerykańskiego rapera, Ludacrisa. Promuje album "The Red Light District". Osiągnął 13. miejsce na liście Billboard Hot 100. Do utworu powstał klip, którego reżyserią zajął się ceniony producent Spike Jonze. "Get Back" jest skierowane do T.I., z którym w tym czasie Ludacris rywalizował.
B-Sidem singla jest "Put Your Money" nagrane z DMX-em występującym w wejściówce i refrenie.
5 maja 2005 roku został wydany remiks "Get Back", nagrany z grupą Sum 41. Można go było usłyszeć na Saturday Night Live.

## Lista utworów

### Wersja z 2004

#### Strona A
1. "Get Back" (Clean Mix)
2. "Get Back" (Main Mix)
3. "Get Back" (Instrumental)

#### Strona B
1. "Put Your Money" (Clean Mix)
2. "Put Your Money" (Main Mix)
3. "Put Your Money" (Instrumental)[3]

### Wersja z 2005
1. "Get Back"
2. "Put Your Money" – DMX, Ludacris
3. "Get Back" [Rock Remix] – Lazyeye, Ludacris
4. "Get Back" [Multimedia Track]

### Sum 41 Rock Remix
1. "Get Back" (Sum 41 Rock Remix) (Ludacris)
2. "Pieces" Music Video (Sum 41)
3. "Number One Spot" Music Video (Ludacris)